# Diplazium velaminosum
Diplazium velaminosum là một loài thực vật có mạch trong họ Woodsiaceae. Loài này được (Diels) Pic. Serm. miêu tả khoa học đầu tiên năm 1972.